# Акаши
Акаши (јап. 明石市) град је у Јапану у префектури Хјого. Према попису становништва из 2005. у граду је живело 291.033 становника.

## Становништво
Према подацима са пописа, у граду је 2005. године живело 291.033 становника.
| 1995.   | 2000.   | 2005.   |
| ------- | ------- | ------- |
| 287.606 | 293.117 | 291.033 |